# Trauma (série télévisée, 2010)
Pour les articles homonymes, voir Trauma.
Trauma est une série télévisée québécoise en 54 épisodes de 45 minutes créée par Fabienne Larouche, réalisée par François Gingras et diffusée entre le 5 janvier 2010 et le 2 avril 2014 à la Télévision de Radio-Canada.

## Synopsis
La série suit la vie professionnelle et personnelle du personnel médical travaillant au service de traumatologie de l’hôpital Saint-Arsène (fictif), une unité où les patients accidentés se retrouvent prisonniers entre la vie et la mort.

## Distribution
- Isabel Richer : Julie Lemieux, M.D. (chef traumatologie)
- Gilbert Sicotte : Antoine Légaré, M.D. (psychiatre)
- Jean-François Pichette : Mathieu Darveau, M.D. (neurochirurgien)
- James Hyndman : Pierre Meilleur, M.D. (chirurgien) (chef urgentiste saison 5 épisodes 10 à 12)
- Christian Bégin : David Roche, M.D. (chef urgentiste)
- Pascale Montpetit : Diane Hevey (directrice générale)
- Stéphane Demers : Julien Léveillé, M.D. (chirurgien)
- Laurence Leboeuf : Sophie Léveillée, M.D. (résidente, chirurgie)
- Yan England : Étienne Labrie, M.D. (résident, chirurgie)
- Catherine De Léan : Caroline Lemelin, M.D. (résidente, chirurgie)
- Maxime Le Flaguais : Éric Lanoue, M.D. (résident, urgence)
- Madeleine Péloquin : Martine Laliberté, M.D. (résidente, chirurgie)
- Cynthia Wu-Maheux : Christelle Pierre, M.D. (résidente, chirurgie puis psychiatrie)
- Luc Guérin : Gilles Laprade, M.D. (gynécologue)
- Guillaume Perreault : Nicolas Dalpé, M.D. (résident, urgence)
- Isabelle Blais : Véronique Bilodeau (infirmière)
- Alice Morel-Michaud : Julie Lemieux (10 ans)
- Marc Fournier : Sergent Ostiguy
- Éllie et Allia Ménard : Marie-Gisèle Darveau
- Sarah Dagenais-Hakim : Naïla
- Patrick Drolet : Charles Lemieux

## Épisodes

### Première saison (2010)
Diffusée sur à Radio-Canada entre le 5 janvier et le 9 mars 2010.
| №  | Titre de l’épisode     | Première diffusion | Cotes d'écoute  | Cotes d'écoute |
| -- | ---------------------- | ------------------ | --------------- | -------------- |
| 1  | Vérités et mensonges   | 5 janvier 2010     | en stagnation   | 1 095 000      |
| 2  | Doutes et certitudes   | 12 janvier 2010    | en diminution   | 1 083 000      |
| 3  | Envie et gratitude     | 19 janvier 2010    | en diminution   | 1 030 000      |
| 4  | Prudence et témérité   | 26 janvier 2010    | en diminution   | 909 000        |
| 5  | Jeunesse et vieillesse | 2 février 2010     | en augmentation | 995 000        |
| 6  | Beauté et laideur      | 9 février 2010     | en diminution   | 864 000        |
| 7  | Désir et aversion      | 16 février 2010    | en diminution   | 809 000        |
| 8  | Loyauté et trahison    | 23 février 2010    | en diminution   | 666 000        |
| 9  | Foi et néant 1         | 2 mars 2010        | en augmentation | 871 000        |
| 10 | Foi et néant 2         | 9 mars 2010        | en augmentation | 971 000        |

#### Épisode 1 - Vérités et mensonges
« Vous venez d’entrer dans un autre univers : celui de la médecine des accidents tragiques… »
C’est ainsi qu’Antoine Légaré (Gilbert Sicotte), chef du département de psychiatrie de l’hôpital Saint-Arsène, accueille la classe de résidents qu’il veut préparer à la dure vie de chirurgien en traumatologie.
Travaillant depuis près de quarante ans à l’hôpital où son père a aussi fait carrière, il est, en quelque sorte, la conscience de l’institution.
La traumatologie, c’est le quotidien de Julie Lemieux (Isabel Richer) qui dirige le département.
Elle doit faire en sorte que son équipe soit toujours sur le qui-vive, former les résidents et s’occuper des familles des victimes. Une résidente en particulier retient l’attention : Sophie Léveillée (Laurence Leboeuf), la fille de la directrice générale, Diane Hevey (Pascale Montpetit). Deux blessés graves, victimes d’une course folle sur l’autoroute, mobilisent l’unité.
Nous partageons alors les passions de ceux et celles qui y passent leur vie. Doit-on toujours dire la vérité aux patients et à leurs proches?
Jusqu'à quel point Julie peut-elle faire des entorses à la transparence pour que tout baigne dans l’huile?

#### Épisode 2 - Doutes et certitudes
La traumatologie se vit constamment dans l’urgence.
Il n’y a guère de place pour l’hésitation…
Mais la moindre erreur peut être fatale.
Le doute qui paralyse et la confiance aveugle en ses moyens sont tout aussi dangereux.
« Êtes-vous prêts à opérer? Serez-vous en pleine possession de vos moyens?
Les informations que vous détenez sont-elles dignes de confiance? » Ces questions soulevées par Antoine (Gilbert Sicotte) sont au cœur du 2e épisode.
Le département doit s’occuper d’un couple en mauvais état : la femme, Céline Paquin (Anne Casabonne), présente des lésions internes, et l’homme est dans le coma à la suite d’un choc à la tête.
Étienne Labrie (Yan England) est convaincu que ces blessures sont reliées à la violence conjugale.
La mère de Céline (Angèle Coutu), qui a appelé la police, intrigue par son comportement.
Julie se retrouve dans une situation inconfortable quand elle doit arbitrer un conflit amer entre deux chirurgiens émérites : son conjoint Mathieu Darveau (Jean-François Pichette) et Pierre Meilleur (James Hyndman).

#### Épisode 3 - Envie et gratitude
La reconnaissance constitue une clé du succès dans tous les milieux, à plus forte raison quand on est en présence de professionnels d’élite qui sauvent des vies au quotidien.
Il faut tout un ego pour surnager dans l’univers de la traumatologie, mais comme dans la vie, tout ce qui brille n’est pas d’or…
Une meute de journalistes se presse autour du Dr Roche (Christian Bégin) pour connaître le sort du gardien de but vedette Seb Johnson (Étienne Pilon) victime d’un accident de la route qui doit être opéré d’urgence.
La déprime et les abus d’alcool de Pierre Meilleur (James Hyndman) n’échappent plus à personne.
Un cas difficile pour Julie (Isabel Richer) qui sait que ce dernier convoitait son poste.
Pour renflouer les finances de l’institution, Diane Hevey (Pascale Montpetit) acquiesce à une requête un peu spéciale d’un cheik d’Arabie en retour d’un don considérable.
Antoine (Gilbert Sicotte) prévient Sophie (Laurence Leboeuf) : elle sera recalée si elle ne développe pas de meilleures relations avec les autres résidents.

#### Épisode 4 - Prudence et témérité
« La traumatologie, c’est l’art de choisir entre la prudence et la témérité.
Quand il est trop prudent, le traumatologue n’agit plus et laisse mourir son patient sans intervenir.
Quand il est trop audacieux, il commet des erreurs irremplaçables. »
Ces réflexions d’Antoine s’appliquent au bloc opératoire, mais aussi aux responsabilités de Julie.
C’est ainsi qu’elle a décidé de mettre Pierre Meilleur (James Hyndman) au repos pour son bien, mais ce dernier ne le prend pas.
Tous les résidents sont mobilisés lorsque l’urgence devient une véritable zone de guerre pour traiter une vingtaine de blessés à la suite d’un grave accident d’autobus.
Seront-ils tous à la hauteur?
Julie insiste pour qu’on envoie quelques patients ailleurs, mais Diane (Pascale Montpetit) s’y oppose. Elle voit plutôt là une occasion de rehausser la réputation de l’hôpital.
Prendra-t-on le parti de la prudence ou de la témérité?

#### Épisode 5 - Jeunesse et vieillesse
« On ne voit pas le temps passer », disait la chanson.
Antoine (Gilbert Sicotte) le rappelle aux résidents : « Le traumatologue est un handicapé du temps. Le sien ne lui appartient pas. Celui de ses patients lui coule entre les doigts ».
Pour Mathieu Darveau (Jean-François Pichette), tout ce temps que lui réclame son métier est parfois volé à sa famille.
L’âge est évidemment un critère à prendre en considération dans les choix difficiles qui sont le quotidien de l’unité. Un jeune homme de 19 ans qui a tenté de se suicider en avalant du verre doit-il être opéré en priorité? Des résidents dans la jeune vingtaine sont-ils en mesure de communiquer avec les patients âgés de plus en plus nombreux?
Le Dr Roche (Christian Bégin) rappelle à Nicolas (Guillaume Perreault) qu’il s’agit d’un incontournable.

#### Épisode 6 - Beauté et laideur
Antoine (Gilbert Sicotte) aborde le thème de la beauté dans un séminaire avec les résidents. Est-ce un critère qui intervient dans leur travail? Dans l’attitude des patients? Bien que les tensions demeurent vives entre Pierre (James Hyndman), Julie (Isabel Richer) et Mathieu (Jean-François Pichette), les trois travaillent de concert pour tenter de sauver la top-modèle Sarah Bélair, victime d’un grave accident de la route. Diane Hevey (Pascale Montpetit) demande à Antoine de s’occuper du père de Sarah, Paul Bélair (René-Daniel Dubois), un homme très riche qui pourrait aider financièrement l’hôpital.

#### Épisode 7 - Désir et aversion
« Même Hannibal Lecter, on le soignerait, kapitch? », comme le rappelle le Dr Roche (Christian Bégin) à Nicolas Dalpé (Guillaume Perreault). Mais est-ce vraiment ainsi que ça se passe? Les sentiments qu’on éprouve envers un patient influencent-ils le travail des médecins? Gravement blessé par des codétenus, un pédophile de 25 ans est amené à l’urgence et son cas pose un réel dilemme aux résidents. Antoine (Gilbert Sicotte) discute avec un gardien de prison qui a dit un peu trop bruyamment souhaiter la mort de ce patient. Il tente aussi d’encourager Diane (Pascale Montpetit) qui songe sérieusement à quitter son poste.

#### Épisode 8 - Loyauté et trahison
Qu’est-ce que la loyauté et jusqu’où doit-elle aller? Cette question torture Mathieu (Jean-François Pichette), qui a reçu une offre alléchante d’un hôpital concurrent. Il en fait part à Julie (Isabel Richer) qui se sent trahie. Jusqu’où aller pour le garder? Des graffitis maculent les portraits des médecins qui ont fait le renom de l’hôpital, dont le père de Sophie (Laurence Leboeuf). On soupçonne un coup des résidents. Antoine (Gilbert Sicotte) cherche le coupable. L’unité s’occupe d’un membre d’un gang de rue et d’un agent d’infiltration de la police sévèrement battus dans des incidents séparés mais possiblement reliés. La loyauté a-t-elle le même sens dans la police que dans le monde médical?

#### Épisode 9 - Foi et néant 1
« Qui sont les meilleurs chirurgiens? Ceux qui ont la foi ou ceux qui ne l’ont pas? », demande Antoine (Gilbert Sicotte). Dans quelle mesure leurs croyances affectent-elles leurs réactions et leurs décisions? Julie et Pierre (Isabel Richer et James Hyndman) se démènent pour sauver une femme enceinte, blessée par balle dans un hold-up. Qui sauvera-t-on en priorité? Mathieu (Jean-François Pichette) doit s’occuper d’un prêtre également touché dans cet incident. Antoine, qui a aussi sa part de problèmes personnels, doit prendre en charge une femme (Anne-Marie Cadieux) en crise qui monopolise l’attention à l’urgence. La déprime de Sophie (Laurence Leboeuf) n’échappe plus à ses collègues, mais elle n’est pas la seule à ressentir douloureusement la pression.

#### Épisode 10 - Foi et néant 2
« Pour un médecin, la foi est une bien étrange disposition de l’esprit. C’est cette conviction que les choses peuvent aller mieux, peu importe l’envergure des problèmes. » Antoine (Gilbert Sicotte) profite du fait que les résidents sont ébranlés par les derniers événements pour les amener à réfléchir. Sont-ils prêts à côtoyer la mort au quotidien? Sophie (Laurence Leboeuf) a marqué des points, mais de là à être pleinement acceptée par les autres… C’est au tour de Mathieu (Jean-François Pichette) d’inquiéter son entourage par d’étranges comportements. Consciente des sentiments de Pierre (James Hyndman), Caroline (Catherine De Léan) demande conseil à Sophie. Prise d’un malaise dont elle connaît les symptômes, Julie (Isabel Richer) doit quitter la salle d’opération en catastrophe.

### Deuxième saison (2011)
Diffusée sur Radio-Canada entre le 4 janvier et le 8 mars 2011.
| №  | #  | Titre de l’épisode    | Première diffusion |
| -- | -- | --------------------- | ------------------ |
| 11 | 1  | Violences et douceurs | 4 janvier 2011     |
| 12 | 2  | Plaisir et douleur    | 11 janvier 2011    |
| 13 | 3  | Bravoure et frayeur   | 18 janvier 2011    |
| 14 | 4  | Humilité et vanité    | 25 janvier 2011    |
| 15 | 5  | Tolérance et rigidité | 1er février 2011   |
| 16 | 6  | Appétit et dégoût     | 8 février 2011     |
| 17 | 7  | Admiration et mépris  | 15 février 2011    |
| 18 | 8  | Opulence et ruine     | 22 février 2011    |
| 19 | 9  | Amour et haine - 1    | 1er mars 2011      |
| 20 | 10 | Amour et haine - 2    | 8 mars 2011        |

### Troisième saison (2012)
Diffusée sur Radio-Canada entre le 10 janvier et le 27 mars 2012.
| №  | #  | Titre de l’épisode                | Première diffusion |
| -- | -- | --------------------------------- | ------------------ |
| 21 | 1  | Attachement et rejet              | 10 janvier 2012    |
| 22 | 2  | Vertu et vice                     | 17 janvier 2012    |
| 23 | 3  | Chaleur et indifférence           | 24 janvier 2012    |
| 24 | 4  | Force et faiblesse                | 31 janvier 2012    |
| 25 | 5  | Arrivée et départ                 | 7 février 2012     |
| 26 | 6  | Curiosité et discrétion           | 14 février 2012    |
| 27 | 7  | Ordre et chaos                    | 21 février 2012    |
| 28 | 8  | Humains et machines               | 28 février 2012    |
| 29 | 9  | Tendresse et cruauté - 1re partie | 6 mars 2012        |
| 30 | 10 | Tendresse et cruauté - 2e partie  | 13 mars 2012       |
| 31 | 11 | Mémoire et oubli - 1re partie     | 20 mars 2012       |
| 32 | 12 | Mémoire et oubli - 2e partie      | 27 mars 2012       |

### Quatrième saison (2013)
Diffusée sur Radio-Canada entre le 23 janvier et le 27 mars 2013.
| №  | #  | Titre de l’épisode               | Première diffusion |
| -- | -- | -------------------------------- | ------------------ |
| 33 | 1  | Patience et rage                 | 23 janvier 2013    |
| 34 | 2  | Pardon et rancœur                | 30 janvier 2013    |
| 35 | 3  | Jour et nuit                     | 6 février 2013     |
| 36 | 4  | Volonté et servilité             | 13 février 2013    |
| 37 | 5  | Charité et avarice               | 20 février 2013    |
| 38 | 6  | Justice et préjudice             | 27 février 2013    |
| 39 | 7  | Dedans et dehors - 1re partie    | 6 mars 2013        |
| 40 | 8  | Dedans et dehors - 2e partie     | 13 mars 2013       |
| 41 | 9  | Union et séparation - 1re partie | 20 mars 2013       |
| 42 | 10 | Union et séparation - 2e partie  | 27 mars 2013       |

### Cinquième saison (2014)
Diffusée sur ICI Radio-Canada Télé entre le 15 janvier et le 2 avril 2014.
1. Rêve et réalité - 1re partie
2. Rêve et réalité - 2e partie
3. Bêtise et astuce
4. Vision et chimère
5. Précision et confusion
6. Corps et esprit
7. Chair et os
8. Attirance et indifférence
9. Proche et loin
10. Rires et larmes
11. Papa et maman 1re partie
12. Papa et maman 2e partie

## Personnages

### Personnages actuels

#### Julie Lemieux, M.D.
Chef de la section de traumatologie, Julie Lemieux a hérité du poste à la suite du décès de Julien Léveillée, chirurgien respecté dans toute la confrérie médicale. Julie traîne avec elle un passé trouble qui l’a poussée vers la profession médicale. En quelque sorte « guérie » par sa pratique, elle a besoin de sauver des gens pour se sentir utile et pour réparer certaines blessures de son enfance. 

#### Antoine Légaré, M.D.
Vénérable psychiatre de la section de trauma, Antoine était pourtant destiné à suivre les traces de son père neurochirurgien. C’est à la suite du décès de ce dernier, qui a succombé à un cancer, qu’il a bifurqué vers une autre spécialité. Proche des chirurgiens sans être responsable de leurs interventions, Antoine a trouvé une solution de compromis dans l’analyse psychologique de l’être médecin. 

#### Mathieu Darveau, M.D.
Ce neurochirurgien dans la force de l’âge à qui tout sourit porte sur la vie un regard candide et déconcerté. Sans doute le plus sain d’esprit de la section, Mathieu a peine à comprendre ses confrères, mais en particulier Julie Lemieux, la femme de sa vie. 

#### Pierre Meilleur, M.D.
En matière de chirurgie, Pierre Meilleur est sans doute celui qui a la plus grande habileté technique. Froid et d’apparence insensible, il dit tout ce qui lui passe par la tête, parfois sans diplomatie, souvent en visant juste. Il est l’enfant terrible de la section, celui dont on se passerait bien, mais dont on ne peut pas se passer…

#### David Roche, M.D.
David dirige la porte d’entrée de la traumatologie : il supervise l’équipe qui doit stabiliser les patients avant les interventions chirurgicales. Bonne pâte, humain et dévoué, David a des habitudes de vie plus ou moins saines qu’il justifie par une philosophie relative et une moralité douteuse.

#### Diane Hevey
La directrice générale de l’Hôpital Saint-Arsène et veuve de Julien Léveillée est aussi mère d’une résidente en poste dans l’hôpital. Une série de conflits d’intérêts la place dans une position difficile pour exercer son rôle. Diane y parvient cependant avec tact, une certaine douceur et une patience de tous les instants face aux réactions imprévisibles du personnel médical. 

#### Julien Léveillée, M.D.
Mort prématurément, le très respecté Julien Léveillée a formé la plupart des chirurgiens actuellement en fonction dans la section de trauma. Sophie, sa fille, ne s’est pas remise de sa disparition. Il reste présent, près d’elle, témoin de chaque émotion, de chaque déception…

#### Sophie Léveillée, M.D.
De par son hérédité, Sophie fait bande à part dans le groupe des résidents. Est-elle snob? Sont-ils méchants et jaloux? Difficile de trancher. Ses patrons se questionnent sur sa santé mentale, et tout particulièrement le psychiatre Antoine Légaré, qui voit Sophie s’engager dans une lourde succession qu’il n’a pas pu lui-même assumer avec son propre père. 

#### Étienne Labrie, M.D.
Étienne est le résident finissant de la section. Il sera bientôt reçu chirurgien, mais il a quand même encore son lot de croûtes à manger. Ce sympathique hypocondriaque fort en gueule et en pratique manque quelquefois de jugement. Il questionne fréquemment l’autorité de ses patrons et se place lui-même dans le pétrin. 

#### Caroline Lemelin, M.D.
Caroline est une résidente à la sensibilité écorchée, introvertie, mais fine observatrice. Refermée sur elle-même, difficile de savoir ce qu’elle pense ou ce qu’elle va faire. Étudiante disciplinée et consciencieuse, elle passe inaperçue. Un grand désarroi sommeille en elle. 

#### Éric Lanoue, M.D.
Résident à l’urgence et sous l’autorité de David Roche, Éric manque de confiance en lui. Il est capable de grandes choses, mais n’a pas encore trouvé lesquelles. Il rêve de médecine sociale, d’implication civique… David Roche voit en lui son dauphin, mais se garde bien de le lui dire.

## Commentaires
La série, qui coûte 710 000 $ l’heure, a été reconduite pour une deuxième saison avant même la diffusion de la première saison.
La bande originale de la première et de la deuxième saison est assurée par la chanteuse Ariane Moffatt, qui interprète des succès tels que Everybody Hurts du groupe R.E.M. et Hallelujah de Leonard Cohen,.
La bande originale de la troisième saison est assurée par le groupe de musique Pascale Picard Band.
La bande originale de la quatrième saison est assurée par Martha Wainwright.
La bande originale de la cinquième saison est assurée par Cœur de pirate.
Voir aussi la bande originale de Trauma (en).